# Козаревець (Старозагорська область)
Коза́ревець (болг. Козаревец) — село в Старозагорській області Болгарії. Входить до складу общини Стара Загора.

## Населення
За даними перепису населення 2011 року у селі проживали 132 особи, з них 128 осіб (98,5%) — болгари.
Розподіл населення за віком у 2011 році:
Динаміка населення: